# کریپی‌پاستا

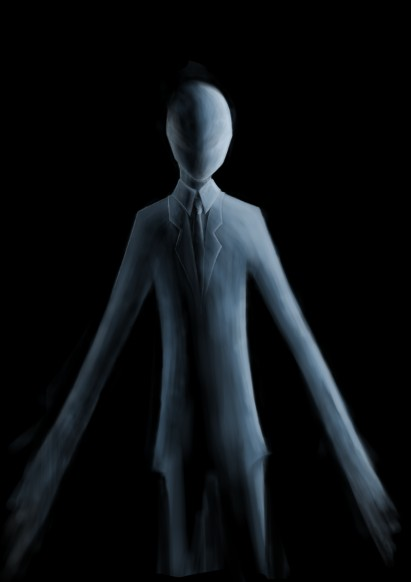
فن آرت اسلندرمن، یک از شناخته‌شده‌ترین کریپی‌پاستاها

کریپی‌پاستا (به انگلیسی: Creepypasta) یک افسانه مرتبط با ترس است که در اینترنت به اشتراک گذاشته شده است. از آن زمان، اصطلاح کریپی‌پاستا به یک واژه کلی برای هر محتوای ترسناک منتشر شده در اینترنت تبدیل شده است. این نوشته‌ها معمولاً کوتاه، تولیدی کاربران و فراهنجار هستند که با هدف ترساندن خوانندگان نوشته می‌شوند. موضوعات کریپی‌پاستا تنوع زیادی دارند و می‌توانند شامل موضوعاتی مانند اشباح، نهان‌جانداران، قتل، خودکشی، زامبی‌ها، بیگانگان، مراسمی برای احضار موجودات ماورایی، برنامه‌های تلویزیونی جن‌زده و بازی‌های ویدئویی باشند، که اکثر آنها داری ماهیت فراواقع‌گرایی به‌شمار می‌روند. کریپی‌پاستاها از یک پاراگراف واحد تا مجموعه‌های چند قسمتی طولانی که می‌توانند شامل انواع مختلف رسانه‌ها شوند، متغیر هستند، برخی از آنها سال‌ها به طول می‌انجامند.
در رسانه‌های اصلی، کریپی‌پاستاهایی که به شخصیت خیالی اسلندر من مربوط می‌شوند پس از واقعه «چاقو زدن به اسلندر من» در سال ۲۰۱۴ به توجه عموم رسیدند. در این حادثه، یک دختر ۱۲ ساله توسط دو تن از دوستانش چاقو زده شد؛ مرتکبان ادعا کردند که «می‌خواستند به شکاکان اسلندر من ثابت کنند که اشتباه می‌کنند». پس از تلاش برای قتل، برخی از مدیران وب‌سایت‌های کریپی‌پاستا بیانیه‌هایی منتشر کردند که خوانندگان را به یاد خط «بین خیال و واقعیت» انداختند. سایر داستان‌های برجسته کریپی‌پاستا شامل سونیک شیطانی، جف قاتل، جین قاتل، تد کاور، بن غرق شده، سگ لبخند PNG هستند.

## تعریف
واژه کریپی‌پاستا نخستین بار در سال ۲۰۰۷ در ۴چن، یک ایمیج‌برد آنلاین، ظاهر شد. این واژه یک نوع از کپی‌پاستا (از «کپی و پیست») است، که اصطلاح دیگری در ۴چن است و به بلاک‌های متنی اشاره دارد که از طریق کپی کردن به‌طور وسیع در اینترنت ویروسی می‌شوند. بر خلاف کپی‌پاستاها، کریپی‌پاستاها همگی داستان‌های ترسناک هستند و همچنین شامل داستان‌های چندرسانه‌ای می‌باشند؛ به طوری که خالقان از ویدئوها، تصاویر، ابرپیوند و گیف‌ها به همراه متن استفاده می‌کنند.

## تاریخچه
طبق گفته سارا بی‌مو، «دربارهٔ اینکه چه چیزی دقیقاً به عنوان 'اولین' کریپی‌پاستا حساب می‌شود بحث وجود دارد.» محققان و نویسندگانی مانند جسیکا روی از مجله تایم شباهت‌هایی بین ایمیل‌های زنجیره‌ای دهه ۱۹۹۰، که حقه‌ها و افسانه‌های محلی را منتشر می‌کردند، مشاهده کرده‌اند؛ به عنوان مثال، این ایمیل‌ها با وعده‌ای از سرنوشت وحشتناک برای کاربرانی که آنها را به اشتراک نمی‌گذاشتند، منتشر می‌شدند. داستان‌های ترسناک مانند رِیک، یک هیولای خیالی که توسط کاربران ۴چن در سال ۲۰۰۵ ایجاد شده، به‌طور پس‌نگاره‌ای به عنوان کریپی‌پاستا در نظر گرفته شده‌اند. برخی نیز داستان «تد غارنشین» از سال ۲۰۰۱ را به عنوان اولین کریپی‌پاستا می‌شناسند.
اولین کریپی‌پاستاها از ۴چن نشأت می‌گیرند و فرهنگ این وبگاه تأثیر زیادی بر شکل‌گیری ویژگی‌های این ژانر داشته است. وب‌سایت‌های مهم و تخصصی کریپی‌پاستا از اواخر دهه ۲۰۰۰ شروع به ظهور کردند: Creepypasta.com در سال ۲۰۰۸ ایجاد شد، در حالی که ویکی Creepypasta Wiki و Reddit's r/nosleep هر دو در سال ۲۰۱۰ راه‌اندازی شدند. طبق گزارش مجله تایم، این ژانر در سال ۲۰۱۰ به اوج محبوبیت خود رسید زمانی که توسط نیویورک تایمز پوشش داده شد.
تعریف کریپی‌پاستا در طول زمان گسترش یافته و شامل بیشتر داستان‌های کوتاه ترسناک می‌شود که اولین انتشار آنها به‌صورت آنلاین است. با گذر زمان، نویسندگی به‌طور فزاینده‌ای مهم شده است: بسیاری از کریپی‌پاستاها توسط نویسندگان شناخته شده و نه افراد ناشناس نوشته می‌شوند.

## تأثیر فرهنگی

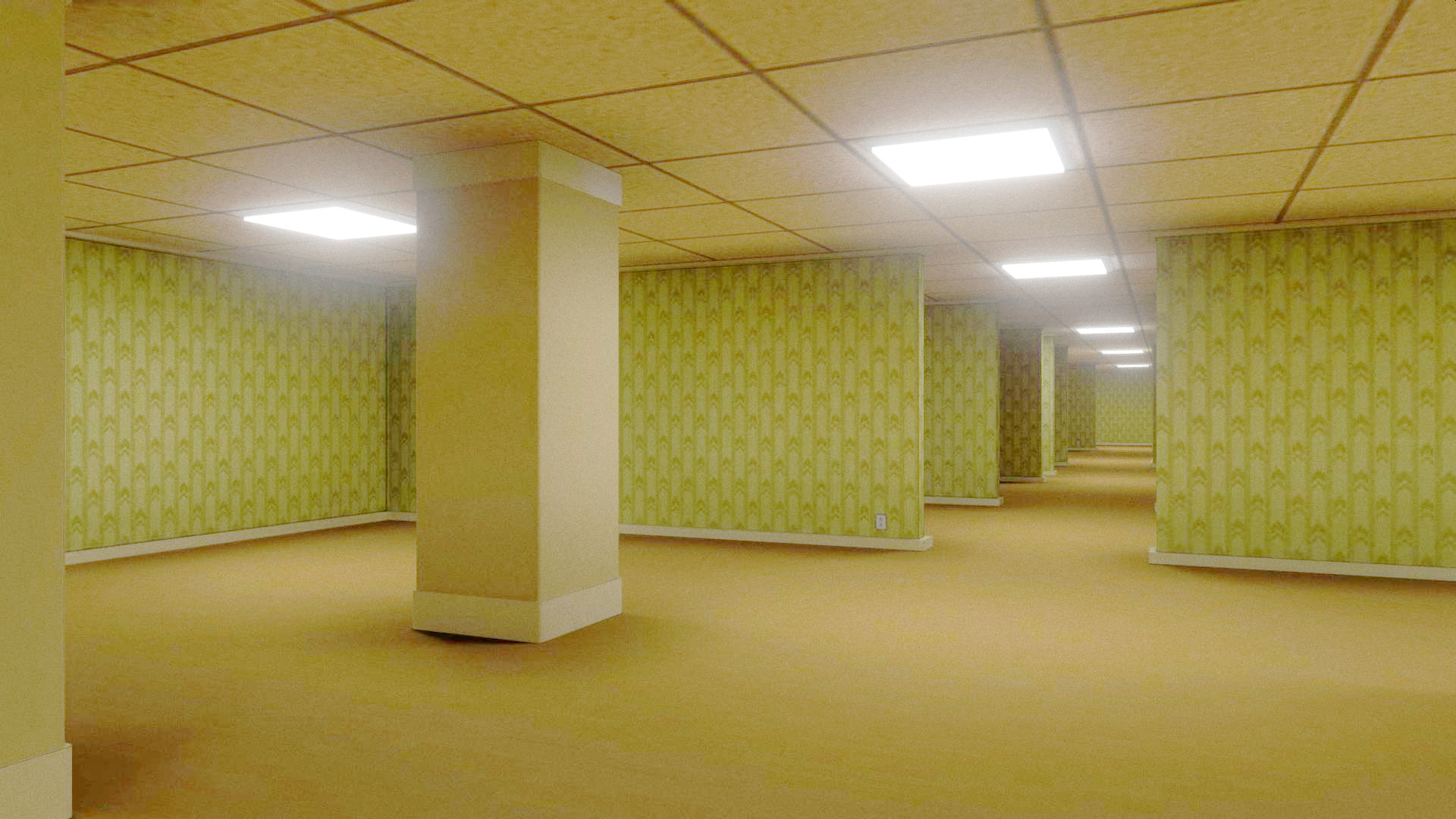
تصویر متداول اتاق‌های پشتی، برگرفته از تصاویری که الهام‌بخش کریپی‌پاستا بود

فیلم‌های کوتاه، بازی‌ها، فیلم‌های بلند و محصولات متعددی بر اساس کریپی‌پاستاها تولید شده‌اند، مانند همیشه در حال تماشا: داستان ماربل هورنتز، اسلندرمن و مراقب اسلندرمن باشید. علاوه بر محصولات و اقتباس‌های فیلم، محتوای بسیاری از طرفداران و داستان‌ها/افسانه‌های مستقل از کریپی‌پاستاها شکل گرفته است، مانند بنیاد اس‌سی‌پی، اتاق‌های پشتی و کاتالوگ ماندلا، که مورد اول نمونه‌ای از زیرژانر فرزند کریپی‌پاستا به نام آنالوگ ترسناک است.
به علت شیوع آن در فضای آنلاین، بخشی از کریپی‌پاستاها توسط مرکز فرهنگ عامه آمریکا آرشیو شده و به آرشیو وب فرهنگ دیجیتال آنها اضافه شده است تا به ثبت توسعه فرهنگ وب کمک کند. برخی از مردم‌شناسان کریپی‌پاستاها را به عنوان تجلی دیجیتال افسانه می‌بینند، در حالی که سایرین عمده کریپی‌پاستاها را به عنوان ضد افسانه در نظر می‌گیرند. ضد افسانه‌ها مشابه افسانه‌ها هستند، با این تفاوت که سعی دارند عمداً افسانه‌های آن دوران را با به چالش کشیدن انتظارات مخاطبان دربارهٔ مفهوم افسانه‌های معاصر زیر سؤال ببرند.
در مه ۲۰۱۵، ماشینما. برنامه‌هایی برای یک مجموعه اینترنتی لایو اکشن که توسط کلایو بارکر مدیریت می‌شد، به نام «کریپی‌پاستاهای کلایو بارکر» اعلام کرد، که بر روی اسلندرمن و بن غرق شده تمرکز داشت؛ با وجود این، پس از تعطیلی ماشینما، این مجموعه هرگز تولید نشد. هر فصل از مجموعه تلویزیونی آمریکایی شبکه صفر بر اساس یک کریپی‌پاستای متفاوت است. فیلم‌ساز جان فارلی قرار بود فیلمی به نام آزمایش خواب که بر اساس آزمایش خواب روسی بود، در سال ۲۰۲۰ منتشر کند، اما این پروژه هرگز محقق نشد.

## ژانرها

### قسمت‌های گمشده
برخی از کریپی‌پاستاها از نوستالژی دوران کودکی بهره‌برداری کرده و آن را به چیزی وحشتناک و ناآشنا تبدیل می‌کنند. وب‌سایت Creepypasta.com، قسمت‌های گمشده‌ای از برنامه‌های تلویزیونی را به عنوان یکی از محبوب‌ترین تروپ‌ها توصیف می‌کند. این قسمت‌ها معمولاً بر روی خودکشی تمرکز کرده یا این تصور را القا می‌کنند که بیننده دچار آسیب‌های جدی خواهد شد. برخی از کریپی‌پاستاهای مربوط به قسمت‌های گمشده بر روی برنامه‌های محلی و عمومی تمرکز دارند، نه برنامه‌های سراسری. مثال‌های قابل توجهی از این شامل خودکشی اختاپوس، Suicidemouse.avi و بارت مرده است. به علاوه، یک قسمت از باب‌اسفنجی شلوارمکعبی تحت عنوان «باب‌اسفنجی در سرزمین تصادفی» مجبور شد یک صحنه را ویرایش کند که به کریپی‌پاستای «خودکشی اختاپوس» اشاره داشت. این نشان‌دهنده تأثیر عمیق و گاهی ناخوشایند این نوع محتوا بر فرهنگ عامه است و تأکید می‌کند که چگونه از عناصری که در ابتدا بی‌خطر و سرگرم‌کننده به نظر می‌رسند، می‌توان برای ایجاد احساس ترس و اضطراب استفاده کرد.

### بازی‌های ویدئویی
کریپی‌پاستاهای مربوط به بازی‌های ویدئویی بر روی بازی‌هایی تمرکز می‌کنند که دارای محتوای زشت یا خشونت‌آمیز هستند؛ به‌طوری که این محتوا ممکن است به دنیای واقعی سرایت کرده و باعث آسیب به خود یا دیگران توسط بازیکن شود. بسیاری از این کریپی‌پاستاها نشان می‌دهند که درگیری ایجاد شده به وسیله موجودات بدخواه مانند اشباح یا هوش مصنوعی ایجاد شده است. از جمله مثال‌های قابل توجه در این دسته می‌توان به سونیک شیطانی، بن غرق شده، هیروبراین و سندرم شهر اسطوخودوس اشاره کرد.